# Imants Ziedonis
Imants Ziedonis (ur. 3 maja 1933 w Sloce, zm. 27 lutego 2013 w Rydze) – łotewski pisarz i poeta.
Imants Ziedonis studiował filologię na Uniwersytecie Łotwy. Po ukończeniu studiów, w 1959 roku, wyjechał do Moskwy, gdzie kontynuował edukację. Podejmował się różnych zajęć, pracował jako robotnik przy budowie dróg, potem jako bibliotekarz, nauczyciel i redaktor literacki.
W 1961 roku opublikował swój pierwszy zbiór poezji zatytułowany Zemes un sapņu smilts. Interesował się łotewską kulturą ludową, zainspirowane nią utwory wydał w trzech tomach zatytułowanych Epifanie (1974, 1978 oraz 1994). Zbierał też oraz tworzył ludowe bajki dla dzieci, opublikowane w 1973 roku Kolorowe bajki (Krāsainās pasakas) były tłumaczone na wiele języków, w tym na polski.
Zajmował się także przekładem z języka rosyjskiego na łotewski, tłumaczył m.in. utwory Aleksandra Puszkina, Aleksandra Błoka i Władimira Majakowskiego.
Brał udział w działaniach dążących do uzyskania niepodległości przez Łotwę, w 1990 został wybrany do Rady Najwyższej i był jednym z jej członków, którzy głosowali za uchwaleniem deklaracji o przywróceniu niepodległego państwa (Deklarācija par Latvijas Republikas neatkarības atjaunošanu).
W 1995 roku został uhonorowany Orderem Trzech Gwiazd.

## Wybrane publikacje

### Poezja
- Zemes un sapņu smilts (1961)
- Sirds dinamīts (1963)
- Motocikls (1965)
- Es ieeju sevī (1968)
- Epifānijas/ pirmā grāmata (1971)
- Kā svece deg (1971)
- Epifanie (Epifānijas/ otrā grāmata 1974, tłumaczenie na język polski Irena Opielińska, 1986, ISBN 83-07-01025-X)
- Caurvējš. R. (1975)
- Poēma par pienu (1977)
- Epifānijas/ pirmā un otrā grāmata (1978)
- Man labvēlīgā tumsā (1979)
- Re, kā (1981)
- Taureņu uzbrukums (1988)
- Viegli (1993)
- Mirkļi. Foreles (1993)
- Epifānijas/ trešā grāmata (1994)
- Ceļa sentiments (2000)
- Trioletas (2003)

### Bajki i utwory dla dzieci
- Kolorowe bajki (Krāsainās pasakas, 1973, tłumaczenie na jęz. polski Czesław Szklennik (1981) i Irena Opielińska (1985))
- Lāču pasaka (1976)
- Blēņas un pasakas (1980)
- Kas tas ir — kolhozs? (1984)
- Sākamgrāmata (1985)
- Pasaka par bizi (1997)